# Ren Hayakawa
Pour les articles homonymes, voir Hayakawa (homonymie).
Ren Hayakawa (早川漣, Hayakawa Ren), née le 24 août 1987 à Anyang (Corée du Sud), est une archère japonaise.

## Biographie
Ren Hayakawa remporte avec Kaori Kawanaka et Miki Kanie la médaille de bronze par équipes aux Jeux olympiques d'été de 2012 à Londres.